# Carl Göran Rehnberg
Carl Göran Rehnberg, född 25 december 1727, död 9 januari 1796 i Stockholm, var en svensk militär.

## Biografi
Carl Göran Rehnberg föddes 1727. Han var son till majoren Zakarias Rehnberg friherrinnan Juliana Faltzburg. Rehnberg blev 18 mars 1745 student vid Uppsala universitet och 1 april 1747 volontär vid Östgöta kavalleriregemente. Han blev 1 januari 1749 kvartermästare vid regementet och 12 april 1749 fänrik vid Posses regemente. Rehnberg blev 22 november 1749 löjtnant vid regementet och 14 oktober 1756 stabskapten. Mellan 1757–1762 deltog han i kriget i Pommern och blev maj 1759 kapten. Han blev 1762 kapten vid Östgöta infanteriregemente och 16 oktober 1766 major i Svenska armén. Rehnberg utnämndes 23 november 1767 riddare av Svärdsorden, blev 22 november 1770 major och senare överadjutant. Han blev 13 september 1772 överstelöjtnant i armén, 30 april 1776 överstelöjtnant vid Hälsinge regementet och tog 12 juni 1780 överstes avsked. Rehnberg avled 1796 i Stockholm.

### Familj
Rehnberg gifte sig 17 oktober 1762 i Katarina församling, Stockholm med Ulrika Rothstein (1741–1794), dotter till rådmannen Anders Rothstein och Catharina Margareta Höckert. De fick tillsammans barnen kaptenen Zakris Anders Rehnberg (1763–1802) vid konungens regemente, Juliana Catharina Rehnberg (1765–1842) som var gift med majoren Nils Cederstam, kadetten Carl Gustaf Rehnberg (1767–1787), Ulrika Eleonora Rehnberg (1769–1815) som var gift med professorn Olo Kolmodin, Maria Charlotta Rehnberg (1771–1818) som var gift med kyrkoherden Abraham Netzel i Hedemora pastorat, Margareta lovisa Rehnberg (1775–1810), Mårten Vilhelm Rehnberg (1776–1776) och översten Ulrik Malkolm Rehnberg (1781–1833).